# 2223 Sarpedon
2223 Sarpedon é um asteroide troiano de Júpiter localizado no ponto de Lagrange L5 do planeta. Foi descoberto em 4 de outubro de 1977 no Observatório da Montanha Púrpura.